# Balavé (departamento)
Balavé é um departamento ou comuna da província de Banwa no Burkina Faso. A sua capital é a cidade de Balavé.
Em 1 de julho de 2018 tinha uma população estimada em 22912 habitantes.